# Стил
Стил (лат. stilus — писаљка, инструмент за писање), у књижевности и уметности је начин изражавања, односно израз који карактеришу све особине по којима се разликује од других. У уметности означава целокупну карактеристику једног уметника, уметничке школе, правца или периода.

## Порекло појма
Појам „стил” води порекло од латинске речи stilus, која је изворно означавала дрвену или металну писаљку којом се писало на дрвеним плочицама. У енглеском и француском језику графија „style” настала је погрешним етимолошким повезивањем латинске речи  stilus с грчком stŷlos — „стуб”. Овај првобитни назив за инструмент писања донедавно се употребљавао за начин како је неко писао, за рукопис. Ако је писар руковао писаљком вешто и брзо, стил му је био извежбан (exercitatus), а за оног невештог рекло би се да му је стил спор и збркан (tardus et confusis). Касније се употреба појма stilus проширила и на садржај, односно вредност писања. У том смислу се и данас за човека који пише јасно, складно, елегантно, каже да „има стила”. У уметности реч стил почиње да се употребљава у 19. веку, појавом модерне историографије уметности. У новије време, поред свог значења у књижевности и уметности, појам се проширио и на друге човекове делатности, те се говори о стилу у раду, политици, спорту, моди, понашању, па и о стилу живота који неко води.

## Стил у уметности
Стил може да карактерише уметност одређеног доба (готски, барокни стил или правац), одређене средине (рустикални стил), одређеног уметника (његов рукопис) или неког другог човека (каже се да то није у његовом стилу). Стручњак по стилу може да разазнаје из којега доба и из које средине или још и од којег аутора потиче неко уметничко дело и ако то дело никада пре тога није видео или није чуо.
У још ширем смислу речи стил може да значи врсту изведбе у на пример игри, одређену врету спорта („слободни стил“) и слично.
Одатле такође „стилски“ (стилски намештај, стилска рестаурација) који одговара одређеној средини и стилу.
Тога истог порекла су и речи:
- Стилизација и стилизовати у ликовној уметности одређује редуковање предмета на његове карактеристичне црте.
- Стилистика у лингвистици о литературном изражавању.

Стил је физиогномија духа.— Артур Шопенхауер